# アレサナ・トゥイランギ
アレサナ・トゥイランギ（Alesana Tuilagi、1981年2月24日 - ）は、サモアのラグビーユニオン選手。なおNTTコミュニケーションズシャイニングアークス在籍時代の登録名は『アレサナ・ツイランギ』。

## プロフィール
- サモア・フォガポア出身[2]。
- ポジションはウィング(WTB)。
- 身長 192cm、体重 124kg
- 兄のアニテレア・ヘンリ・フレディーも弟のヴァヴァエ・マヌもラグビー選手(なおマヌ以外は元サモア代表でマヌはイングランド代表)[3]。
- サモア代表キャップは37（2025年4月現在）でラグビーワールドカップ2007・ラグビーワールドカップ2011・ラグビーワールドカップ2015のサモア代表に選ばれた[4]。

## 略歴
チャネルカレッジ卒業後、パーマ・レスター・タイガースを経て、2012年、NTTコミュニケーションズシャイニングアークス(現・浦安D-Rocks)に加入。同年9月1日に行われたジャパンラグビートップリーグ第1節の東芝ブレイブルーパス戦に途中出場で日本での公式戦初出場を果たす。
2014年、NTTコミュニケーションズシャイニングアークス退団後、ニューカッスル・ファルコンズを経て、2016年、RCトゥーロンに加入。